# 高僧信仰
高僧信仰是指把佛教高僧視為神明膜拜的東亞民間信仰，又稱「佛教俗神」信仰。如福建泉州安溪縣的清水祖師、顯應祖師、惠應祖師信仰，德化的三代祖師信仰，漳州的三平祖師信仰，汀州的定光祖師、伏虎禪師信仰，福州的泗州祖師、扣冰祖師信仰，高僧信仰亦會道教化、如道教廟宇、鸞堂也時常奉祀原屬佛教禪宗的達摩祖師、濟公禪師與普庵禪師等。但是，王見川博士則稱此類信仰內涵和特質，應改以「神異僧的靈驗崇拜」稱之才正確，兼可代替先前名實都不符的「高僧信仰」觀點。